# Alhama de Almería
Alhama de Almería è un comune spagnolo situato nella comunità autonoma dell'Andalusia.

## Storia
Alhama era conosciuta come «Alhama la Seca» fin dal secolo XVII. Alla fine del XIX secolo il suo nome fu cambiato in «Alhama de Almería» in considerazione del fatto che l'aggettivo «la seca» contrastava con gli interessi della recente e prospera industria dei bagni termali della zona. Così sulla Gazzetta di Madrid del 21 aprile 1880 si pubblicò un ordine reale con il quale si cambiava ufficialmente il nome del paese che diventava da allora «Alhama de Almería».
Il 10 aprile 1838 nacque a Alhama la Seca Nicolás Salmerón, illustre politico liberale che fu Presidente della Prima repubblica spagnola nel 1873.
In omaggio all'illustre politico liberale, nel corso della proclamazione della Seconda Repubblica spagnola nel 1931, fu accettata la proposta di cambiare il nome del paese in «Alhama de Salmerón» e ufficialmente formalizzata sulla Gazzetta di Madrid del 26 ottobre 1932.
Caduta la seconda repubblica spagnola nello stesso mese di aprile del 1939 il Municipio di Alhama decise di ripristinare il nome di «Alhama de Almería» e questa decisione fu ufficiale dall'8 febbraio 1941.